# Künten
Künten é uma comuna da Suíça, no Cantão Argóvia, com cerca de 1.620 habitantes. Estende-se por uma área de 4,89 km², de densidade populacional de 331 hab/km². Confina com as seguintes comunas: Bellikon, Eggenwil, Fischbach-Göslikon, Niederwil, Remetschwil, Stetten.
A língua oficial nesta comuna é o Alemão.